# Rohit Chand
Rohit Chand (Surkhet, 1 de marzo de 1992) es un futbolista nepalí que juega de defensa para el Persik Kediri de la Liga 1 de Indonesia.

## Biografía
Debutó como futbolista a los 17 años de edad con el Machhindra FC de su país natal, donde jugó durante una temporada, marcando cuatro goles en 34 partidos jugados. En 2010 fue fichado por el HAL SC indio por dos años. Tras jugar un año en el PSPS Pekanbaru en Indonesia, se fue al Persija Jakarta. Tras un año, en el que volvió a jugar en el Machhindra FC nepalí, volvió al Persija Jakarta. Posteriormente pasó por el T-Team F.C. malayo, el Manang Marsyangdi Club, y de nuevo al Persija Jakarta.

## Selección nacional
Jugó con la selección de fútbol de Nepal tras subir de las categorías inferiores. Desde 2009 juega con la absoluta, y ha jugado hasta la fecha un total de 85 partidos.

## Clubes
| Club                   | País      | Año       | Partidos | Goles |
| ---------------------- | --------- | --------- | -------- | ----- |
| Machhindra FC          | Nepal     | 2009-2010 | 36       | 6     |
| HAL SC                 | India     | 2010-2012 | 38       | 6     |
| PSPS Pekanbaru         | Indonesia | 2012-2013 | 15       | 1     |
| Persija Jakarta        | Indonesia | 2013      | 16       | 3     |
| Machhindra FC          | Nepal     | 2013-2014 | 36       | ¿?    |
| Persija Jakarta        | Indonesia | 2014-2016 | 46       | 6     |
| T-Team F.C.            | Malasia   | 2016      | 12       | 2     |
| Manang Marsyangdi Club | Nepal     | 2017      | 9        | 0     |
| Persija Jakarta        | Indonesia | 2017-2022 | 132      | 10    |
| Persik Kediri          | Indonesia | 2022-     | 45       | 3     |